# Vocal semioberta
Una vocal semioberta (també vocal mitjana oberta o vocal mitjana baixa) és un tipus de so de vocal usat en algunes llengües parlades. La característica definitòria d'una vocal semioberta és que la llengua es posiciona a dos terços del camí entre una vocal oberta i una vocal mitjana. Les vocals semiobertes que tenen símbols dedicats a l'Alfabet Fonètic Internacional són:
- Vocal semioberta anterior no arrodonida [ɛ]
- Vocal semioberta anterior arrodonida [œ]
- Vocal semioberta central no arrodonida [ɜ] (les publicacions antigues poden usar [ɛ̈] en canvi)
- Vocal semioberta central arrodonida [ɞ] (les publicacions antigues poden usar [ɔ̈] en canvi)
- Vocal semioberta posterior no arrodonida [ʌ]
- Vocal semioberta posterior arrodonida [ɔ]

Hi ha també vocals semioberted que no tenen símbols dedicats a l'AFI:
- Vocal semioberta quasianterior no arrodonida [ɛ̈], [ɛ̠] o [ɜ̟]
- Vocal semioberta quasianterior arrodonida [œ̈], [œ̠] o [ɞ̟]
- Vocal semioberta quasiposterior no arrodonida] [ʌ̈], [ʌ̟] o [ɜ̠]
- Vocal semioberta quasiposterior arrodonida [ɔ̈], [ɔ̟] o [ɞ̠]